# Bernard Maris
Bernard Maris (Toulouse, 23 de setembro de 1946 – Paris, 7 de janeiro de 2015) foi um economista e jornalista francês.
Foi morto em 7 de janeiro de 2015 no massacre do Charlie Hebdo.

## Publicações
- Éléments des politique économique: L'Expérience française 1945 á 1984. 1985.
- Jacques Delors, artiste et martyr. 1993.
- Parlant pognon mon petit. 1994.
- com Philippe Labarde: Ah dieu! Que la guerre économique est jolie! 1998, ISBN 2-226-09574-8.
- Keynes ou l'économiste citoyen. 1999.
- Lettre ouverte au gourons de l'économie qui nous prennent pour des imbéciles. 1999.
- com Philippe Labarde: La Bourse ou la vie - La grande manipulation des petits actionnaires. 2000.
- Antimanuel d'économie: Tome 1, les fourmis. Bréal 2003, ISBN 2-7495-0078-8.
- Antimanuel d'économie: Tome 2, les cigales. Bréal 2006, ISBN 2-7495-0629-8.
- com Georges Vigarello u. a.:: Gouverner par la peur. 2007, ISBN 978-2-213-63287-2.
- Marx, ô Marx, pourquoi m'as-tu m'abandonné? Éditions Les Échappes, Paris 2010, ISBN 978-2-35766-022-9.

Ensaio
- L'Homme dans la Guerre, Maurice Genevoix face à Ernst Jünger. Grasset, Paris 2013, ISBN 978-2-246-80338-6.[3]
- Houellebecq économiste. Flammarion, Paris 2014, ISBN 978-2-08-129607-7.

Romance
- Pertinentes Questions morales et sexuelles dans le Dakota du Nord. Albin Michel, Paris 1995, ISBN 2-226-06882-1.
- L'Enfant qui voulait être muet. Albin Michel, Paris 2003, ISBN 2-226-13603-7 .
- Le Journal. Albin Michel, Paris 2005, ISBN 2-226-15393-4.